# Philadelphus karwinskyanus
Philadelphus karwinskyanus är en hortensiaväxtart som beskrevs av Emil Bernhard Koehne. Philadelphus karwinskyanus ingår i släktet schersminer, och familjen hortensiaväxter. Inga underarter finns listade i Catalogue of Life.

## Bildgalleri

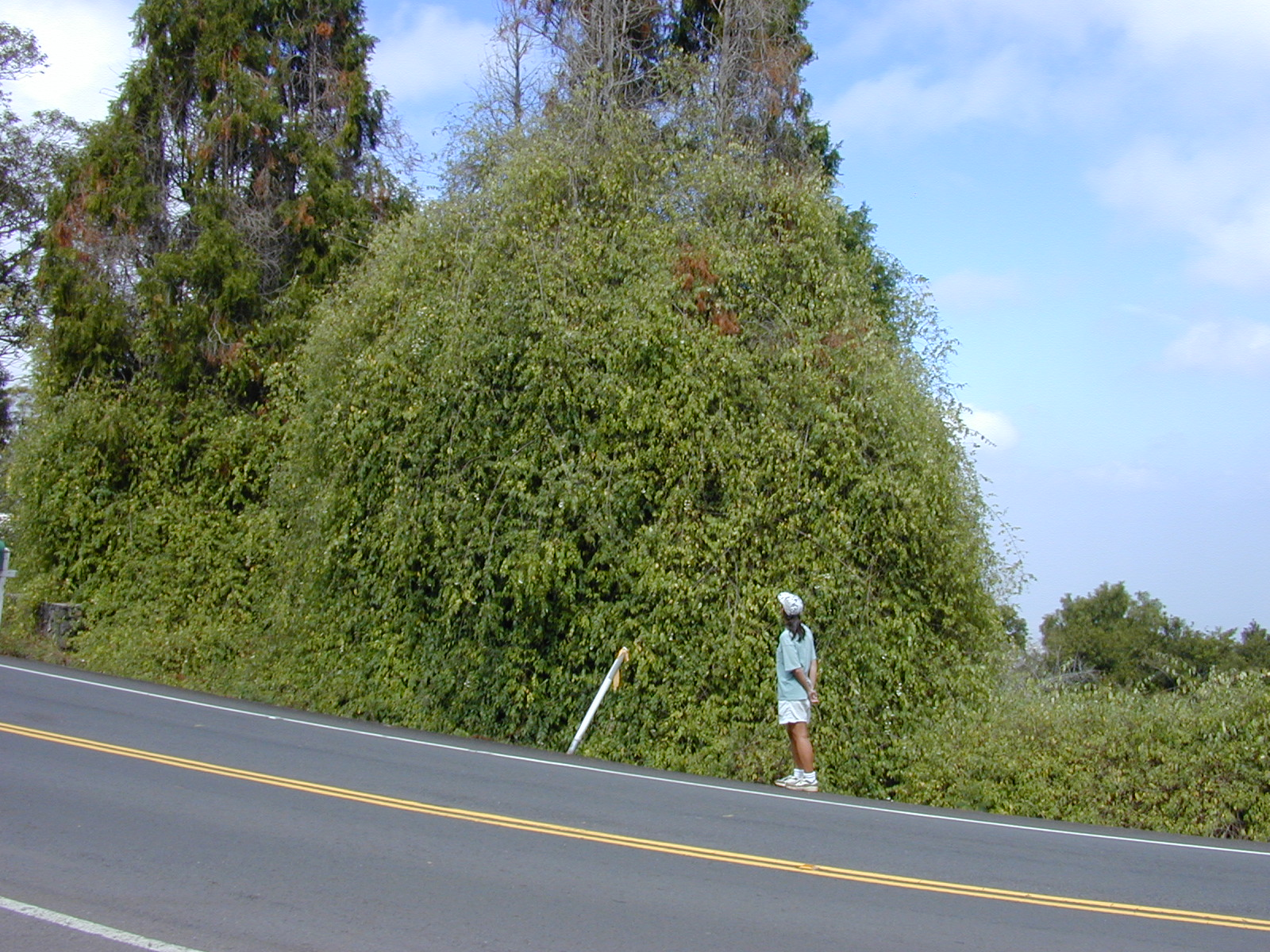
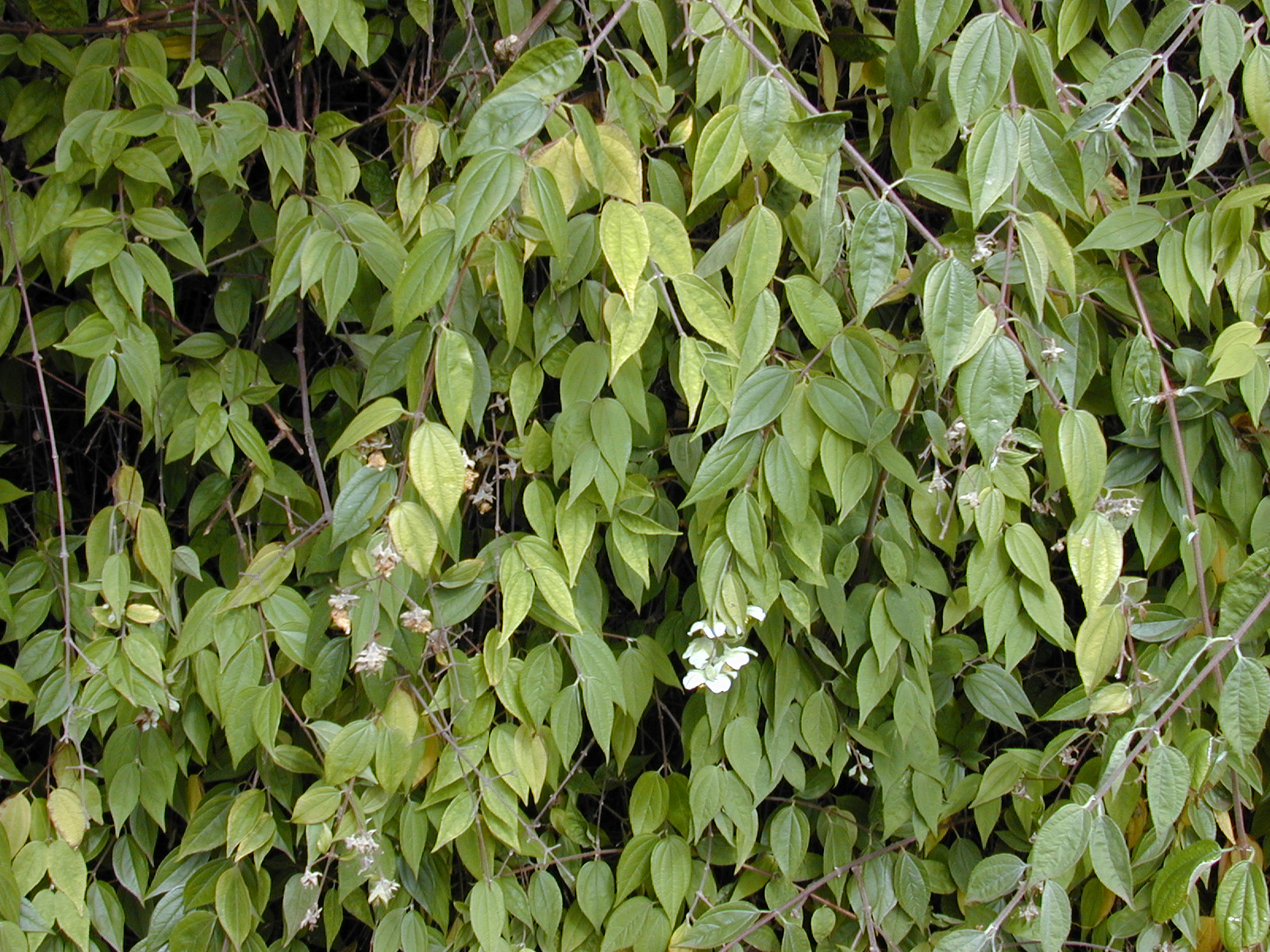
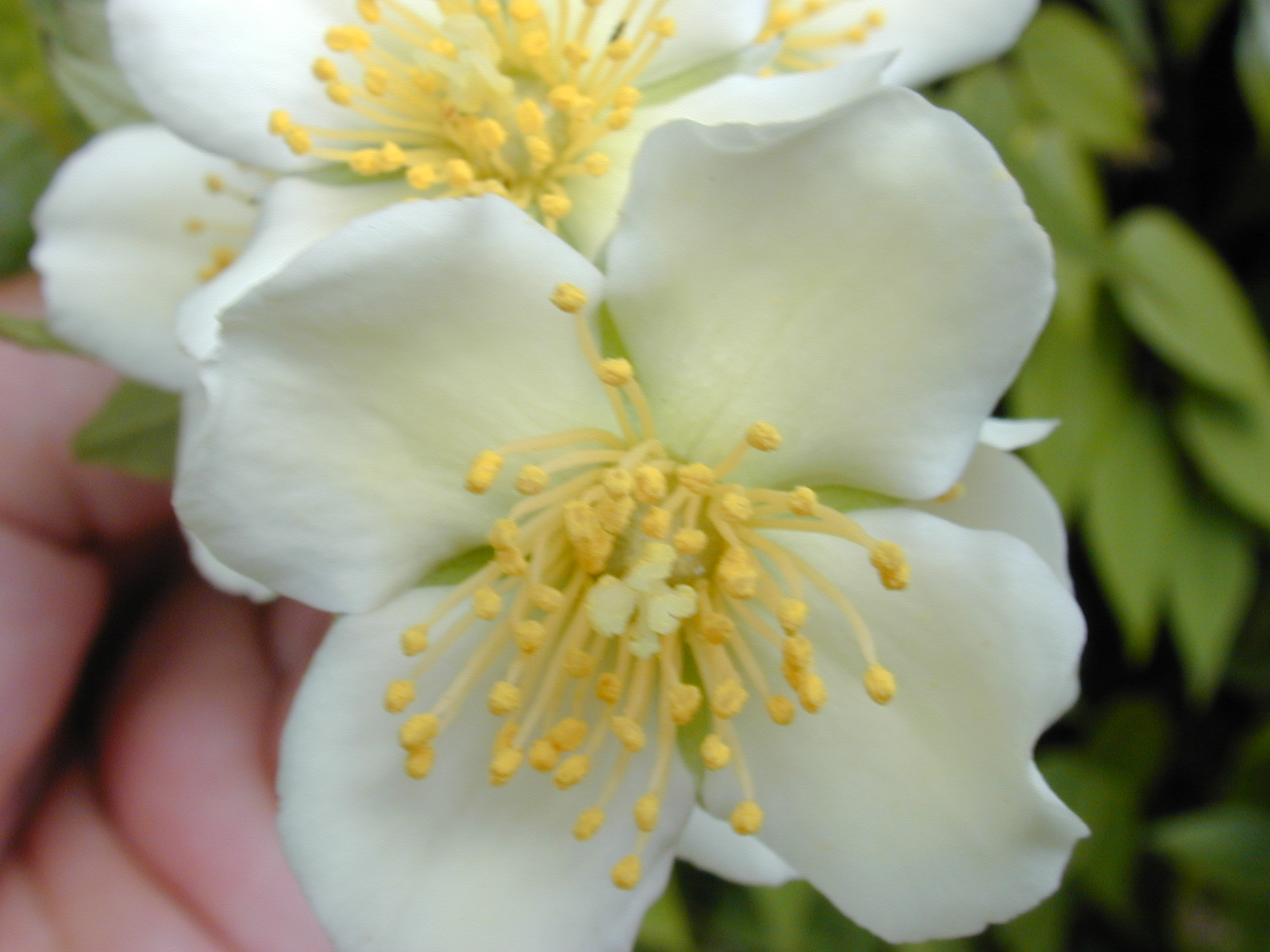
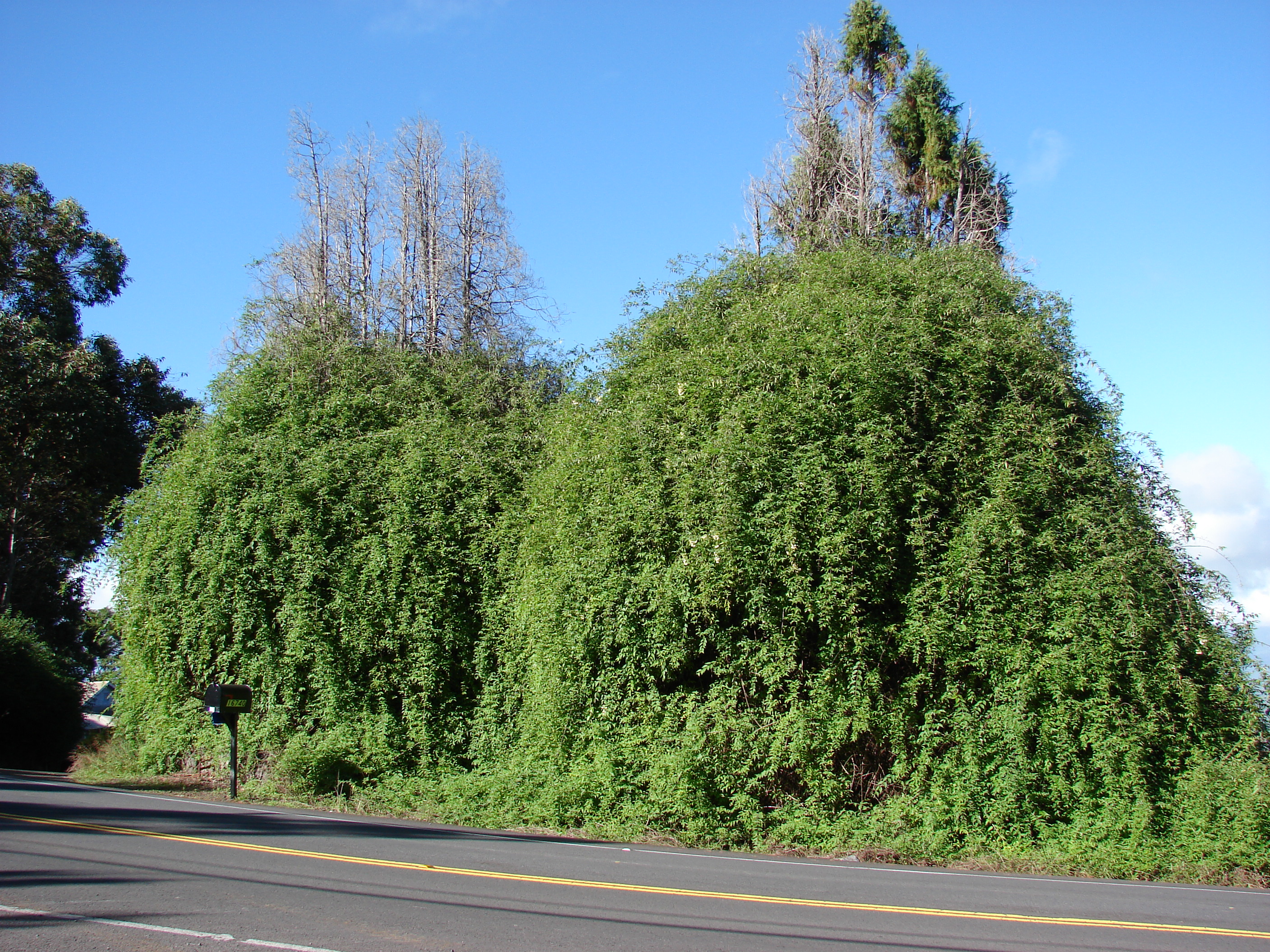
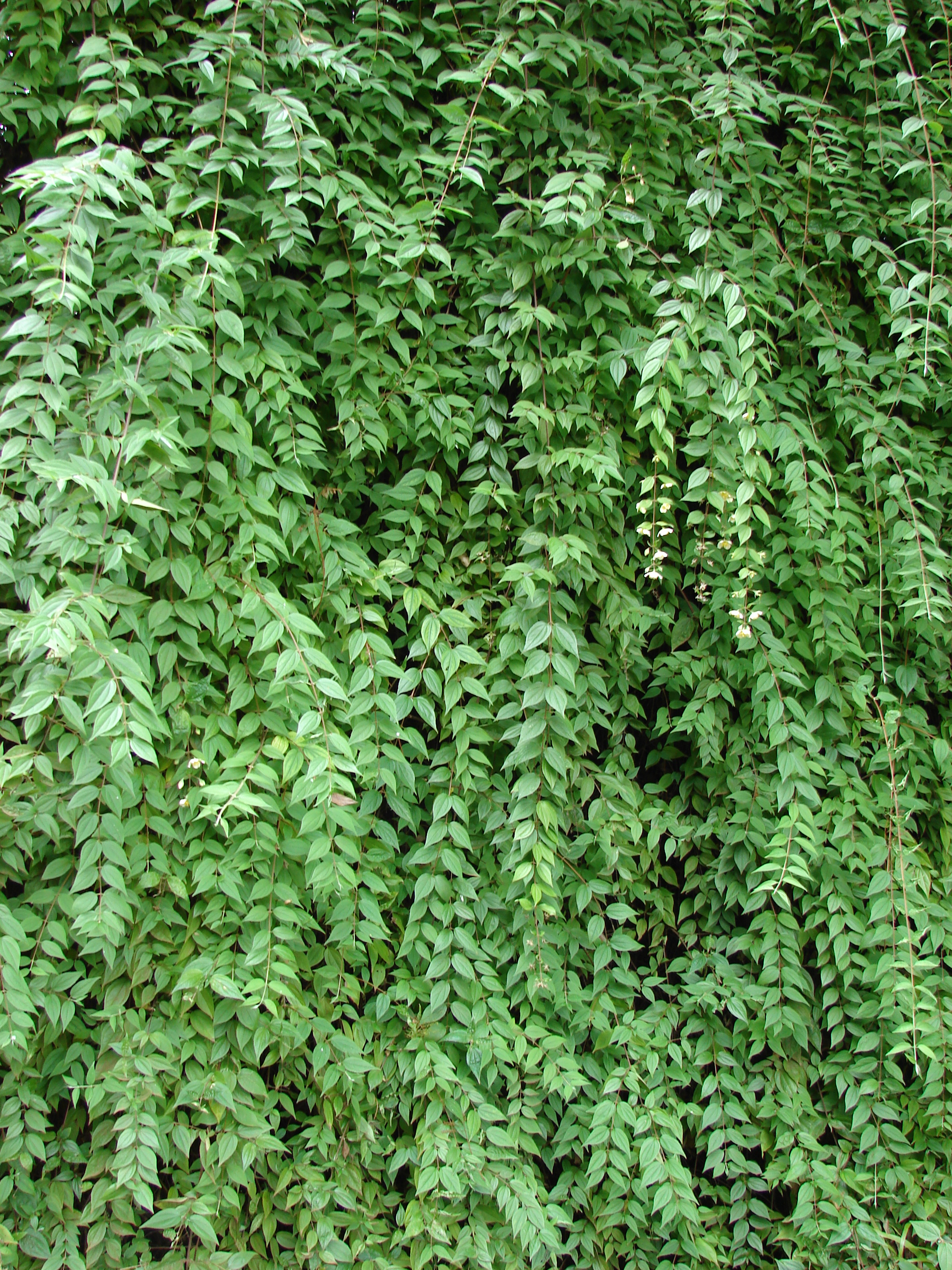
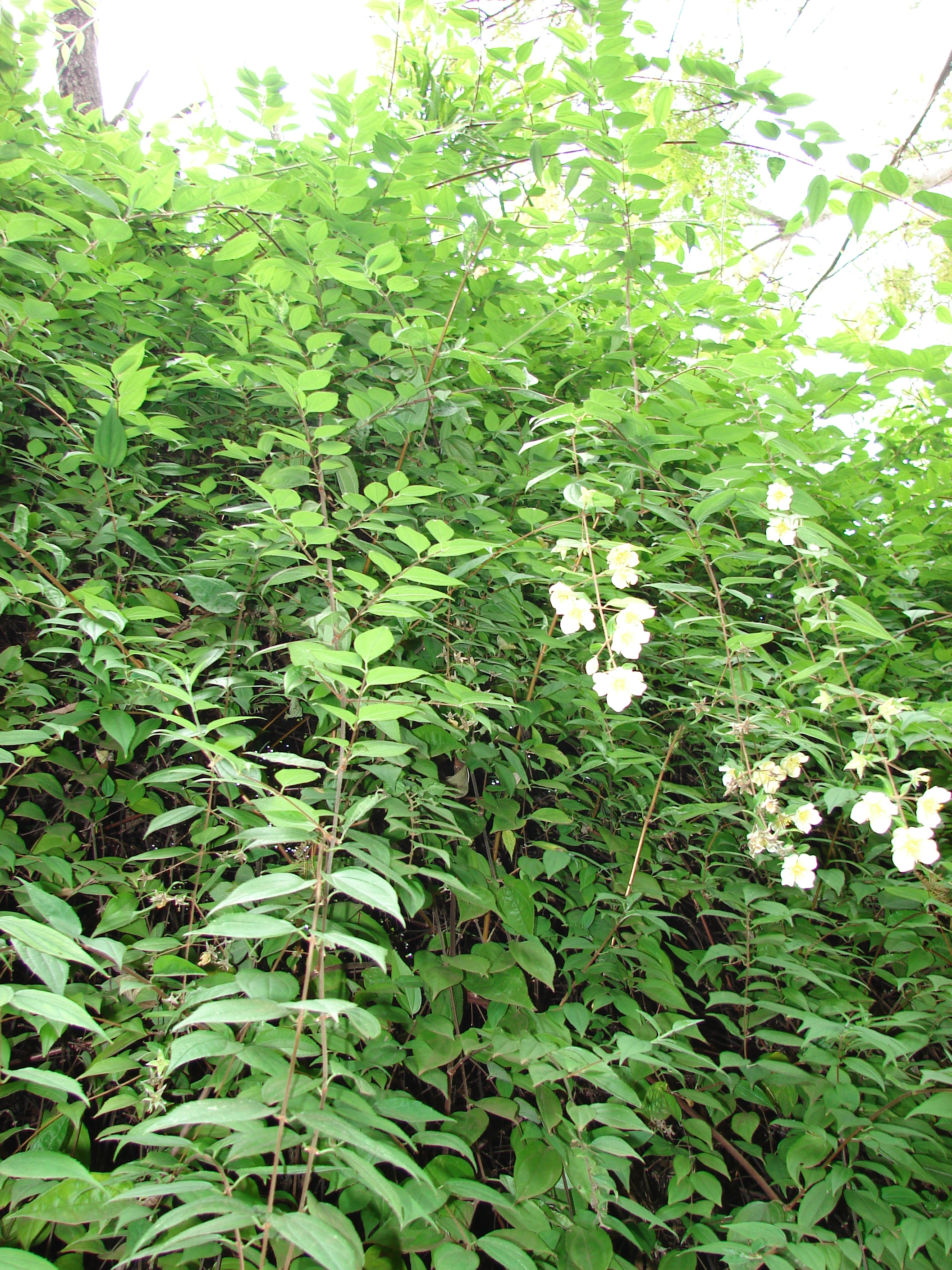